# 米山
米山（よねやま）は、新潟県の中越地方と上越地方の境にある山である。標高992.5メートル。きれいな四角錐（ピラミッド型）の頂上部をもつ山容はよく目立ち、古くから陸路や海路の目印ともされた。
古くから 越後富士 として，人々に親しまれている。

## 歴史
かつては、新潟県を米山で分割して、米山よりも東側を「下越後」、西側を「上越後」と呼んだ時期もあった。
江戸時代に北陸道が再整備された時には、米山麓の米山峠には鉢崎関が設置され、出雲崎や佐渡島に向かう旅客を取り締まっていた。
山体が火山岩で出来ていること、山容も火山を思わせることから、かつては死火山とみなされていた。しかし昭和の前半に、火山岩は古い海底火山の名残であり、山そのものは火山ではない（噴火で出来た山ではない）ことが判明している。
2020年8月10日、上越市の小学6年生の男児が登山中に疲れて登山道で座っていたところ、斜面を滑り落ちて行方不明になる事故が発生した。翌日の午前6時37分、男児の母親が「声がした」と大声を上げたため、捜索していた家族や警察らが母親に近寄ったところ、水野林道口から約100メートル登った登山道の薮から男児が自ら出てきて保護された。男児は登山前に母親に買ってもらったコカコーラで飢えを凌ぎ、保護されるまで一歩も動かず助けを待っていたために、すぐに発見することが出来た。

## 写真

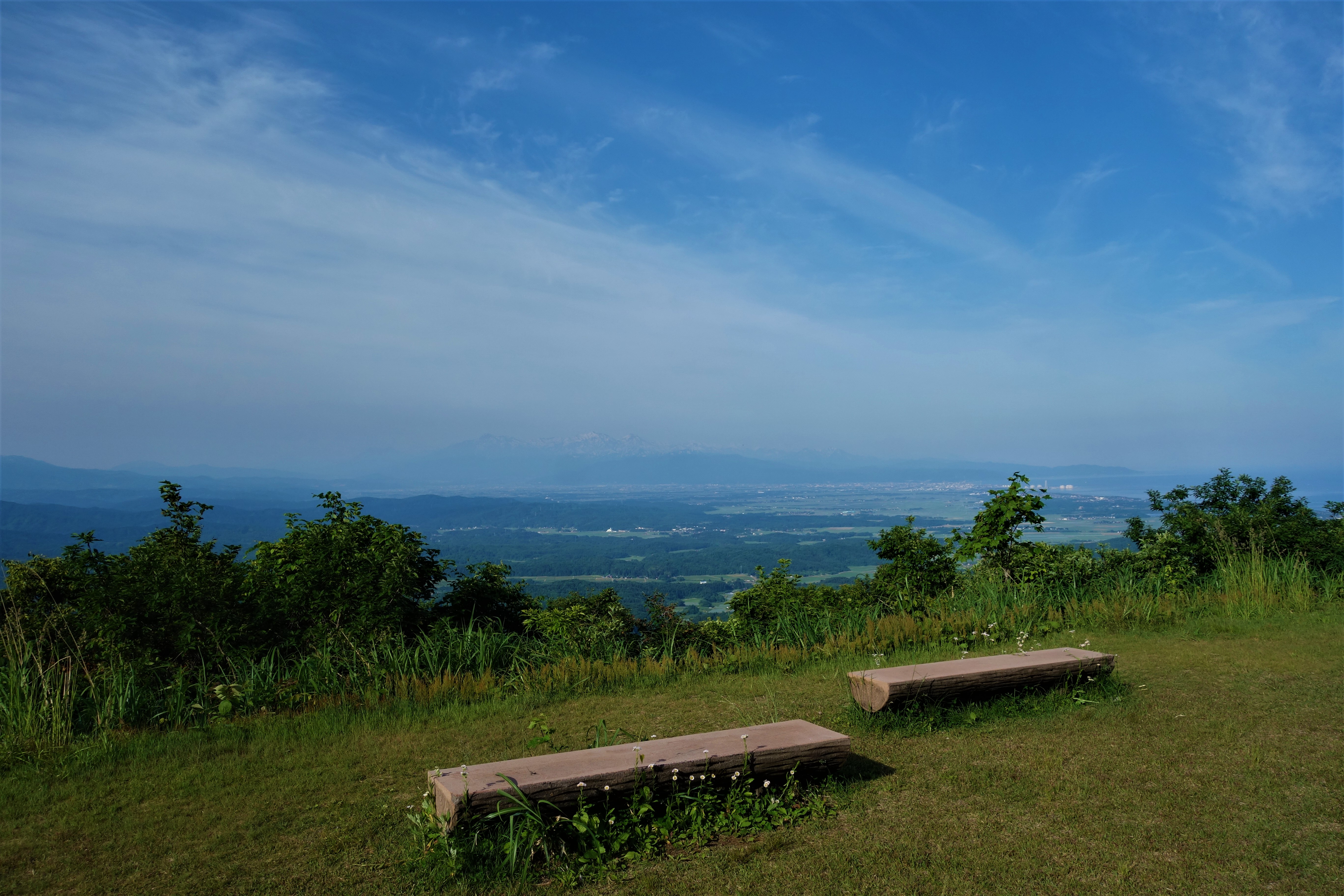
水野林道登山口から上越市内を眺める
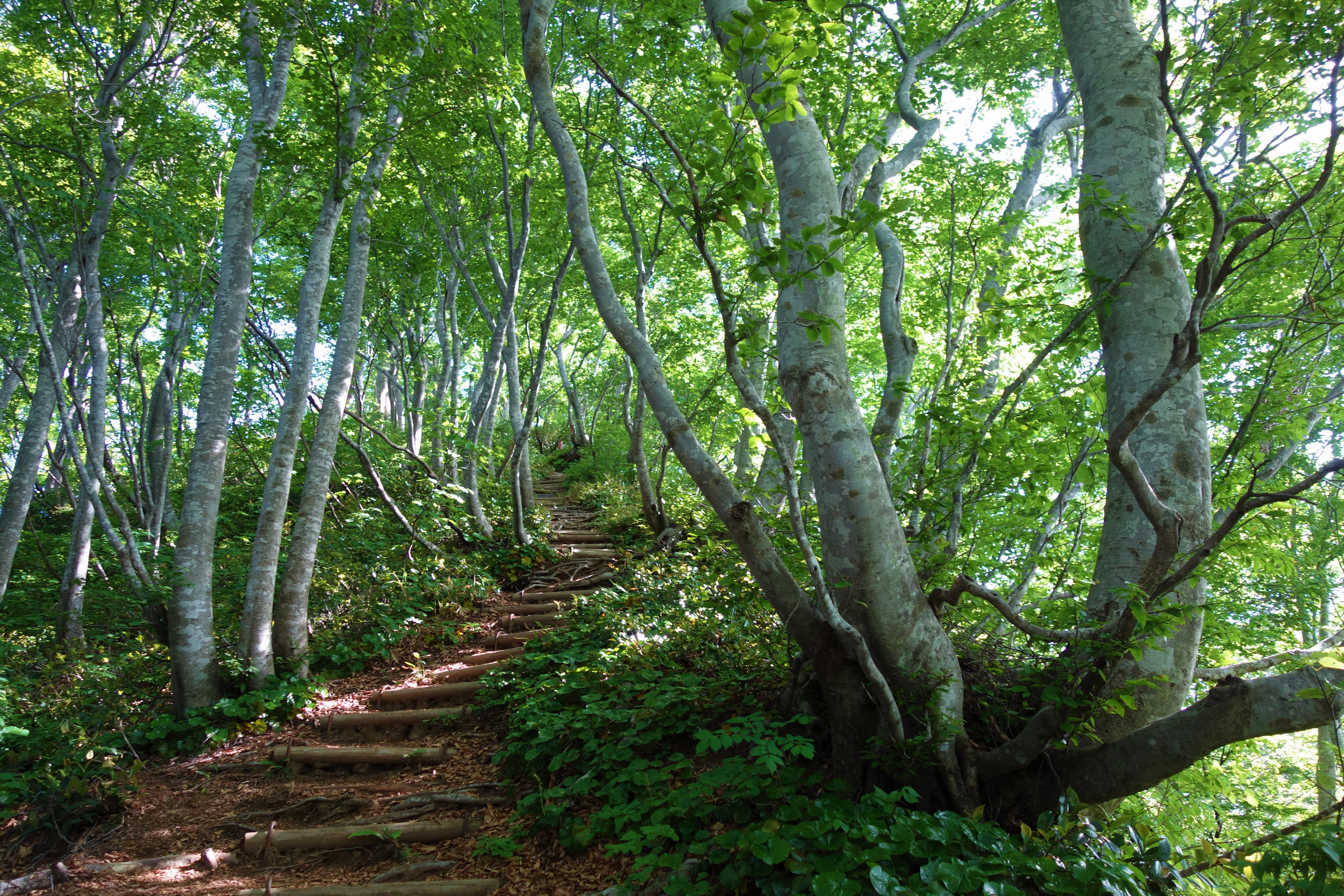
新緑のブナが美しい登山道
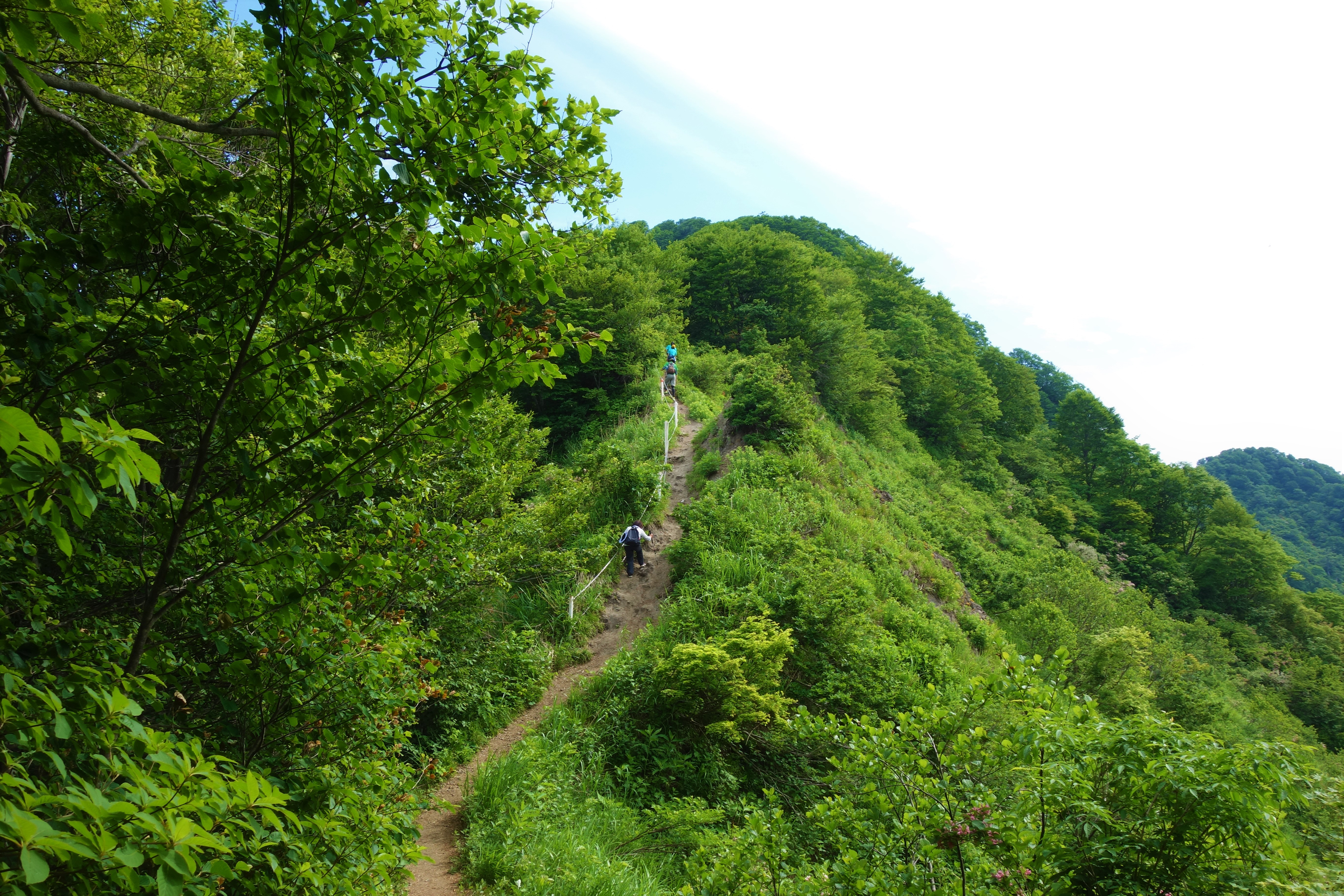
米山の急坂
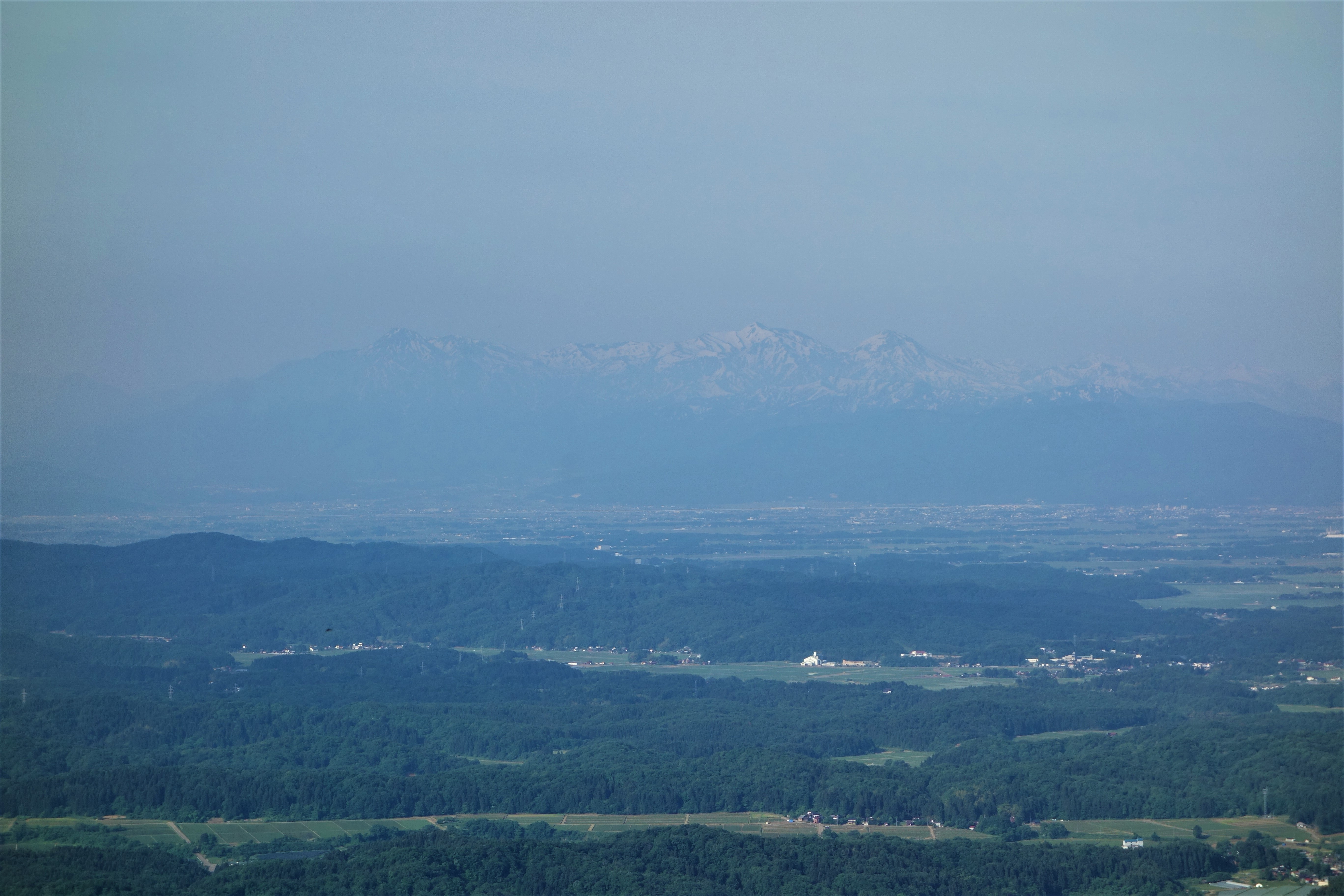
米山から見た頚城三山
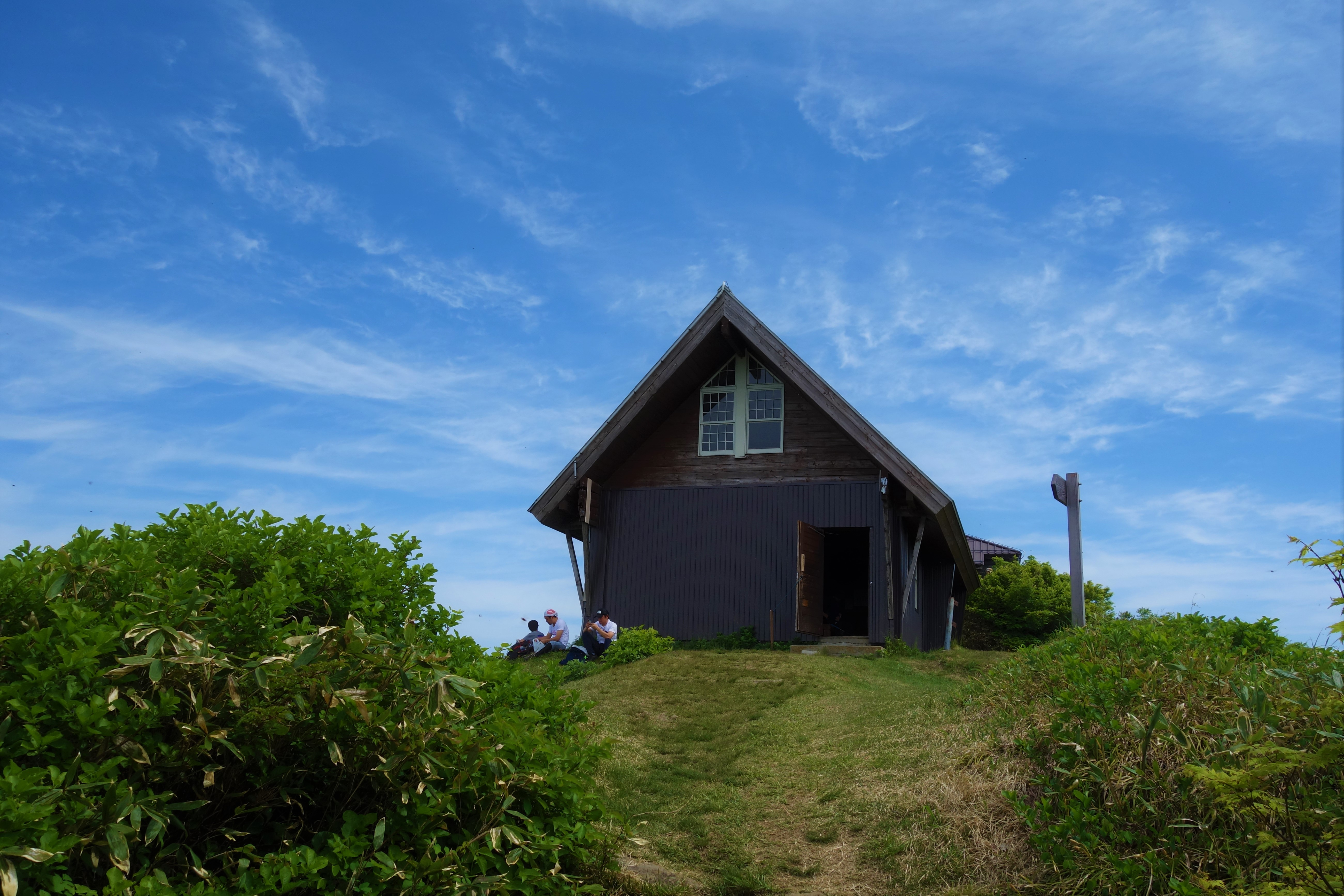
米山山頂小屋（避難小屋）
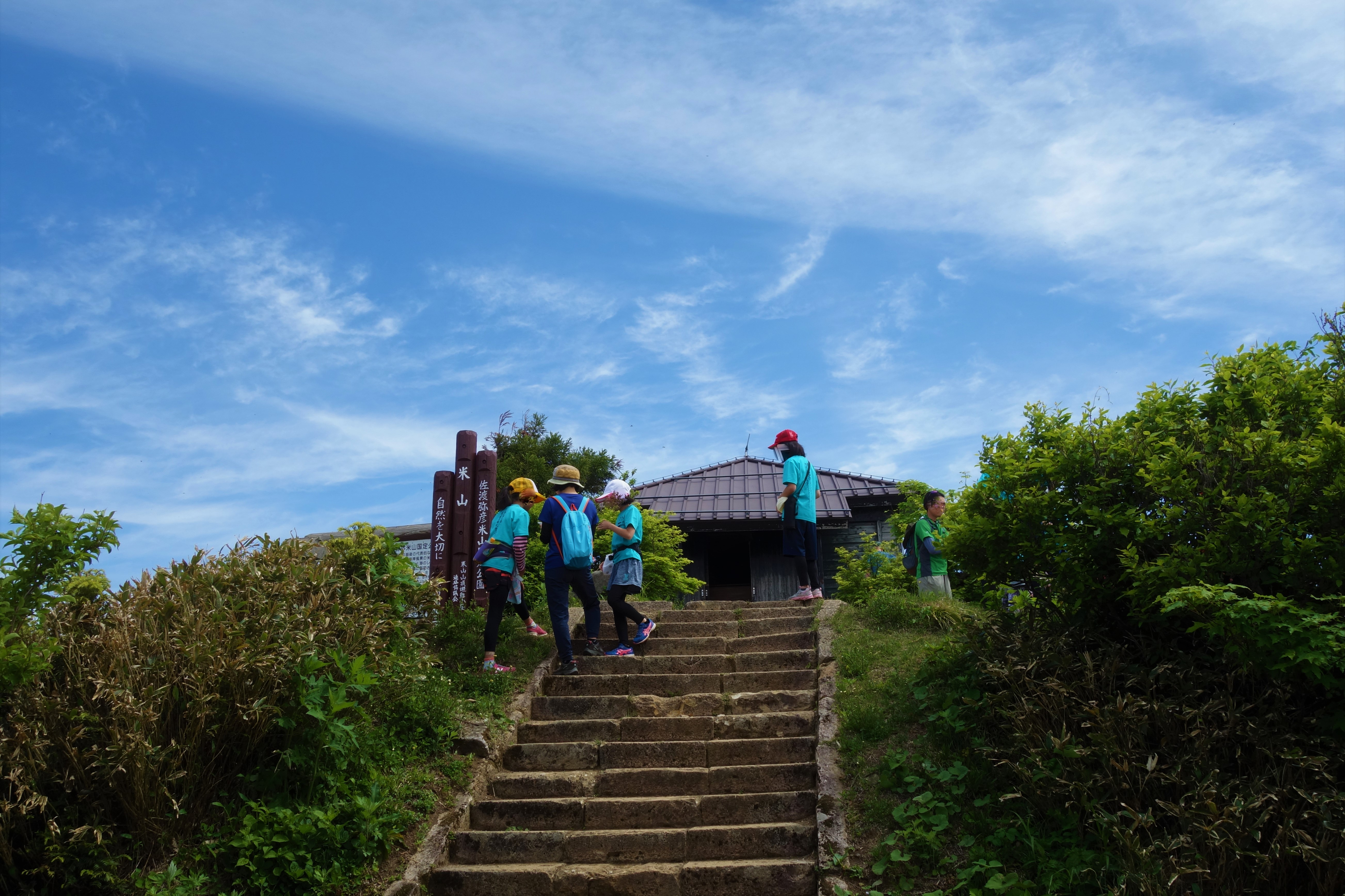
米山の山頂
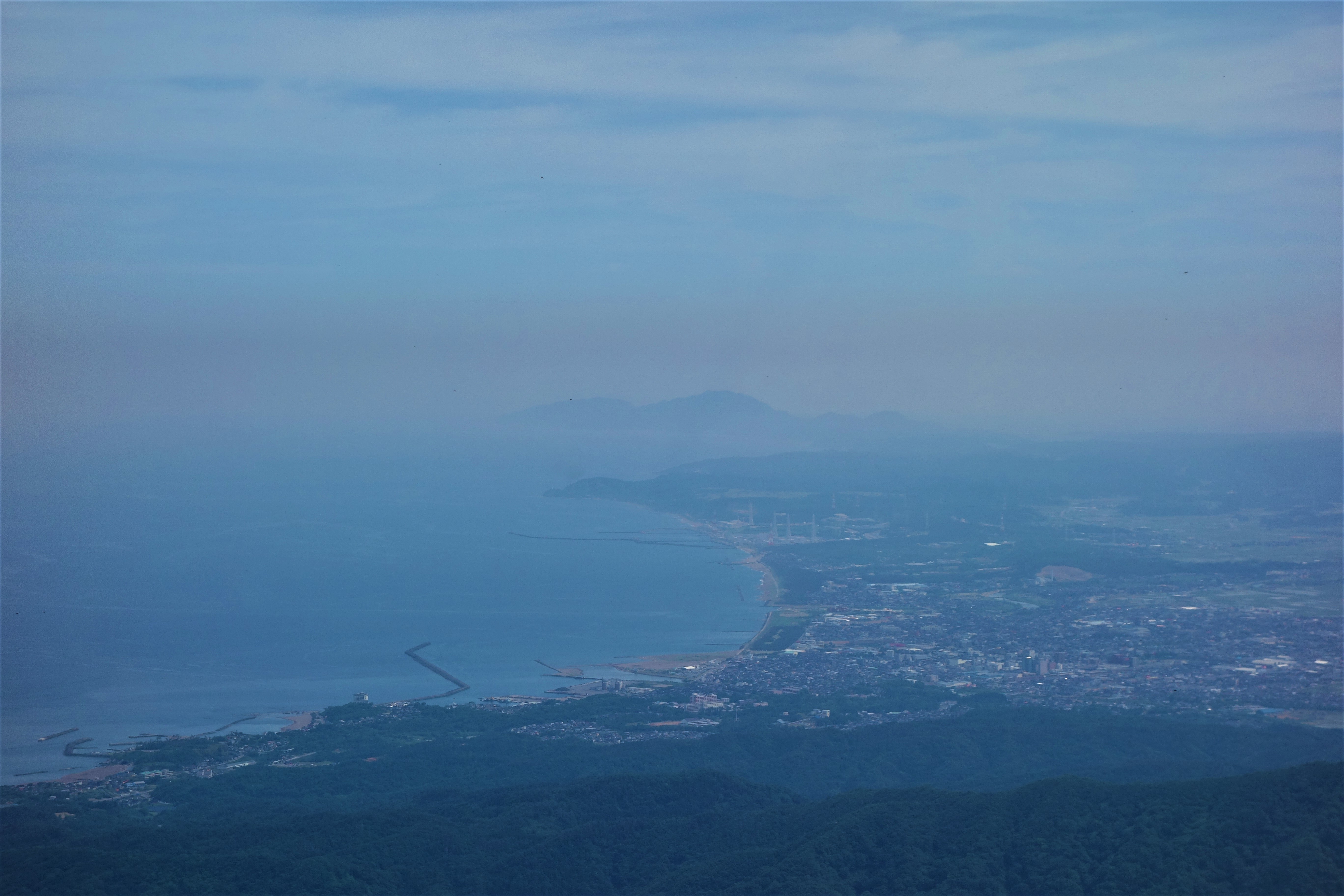
米山山頂からの柏崎市内（奥に弥彦山）
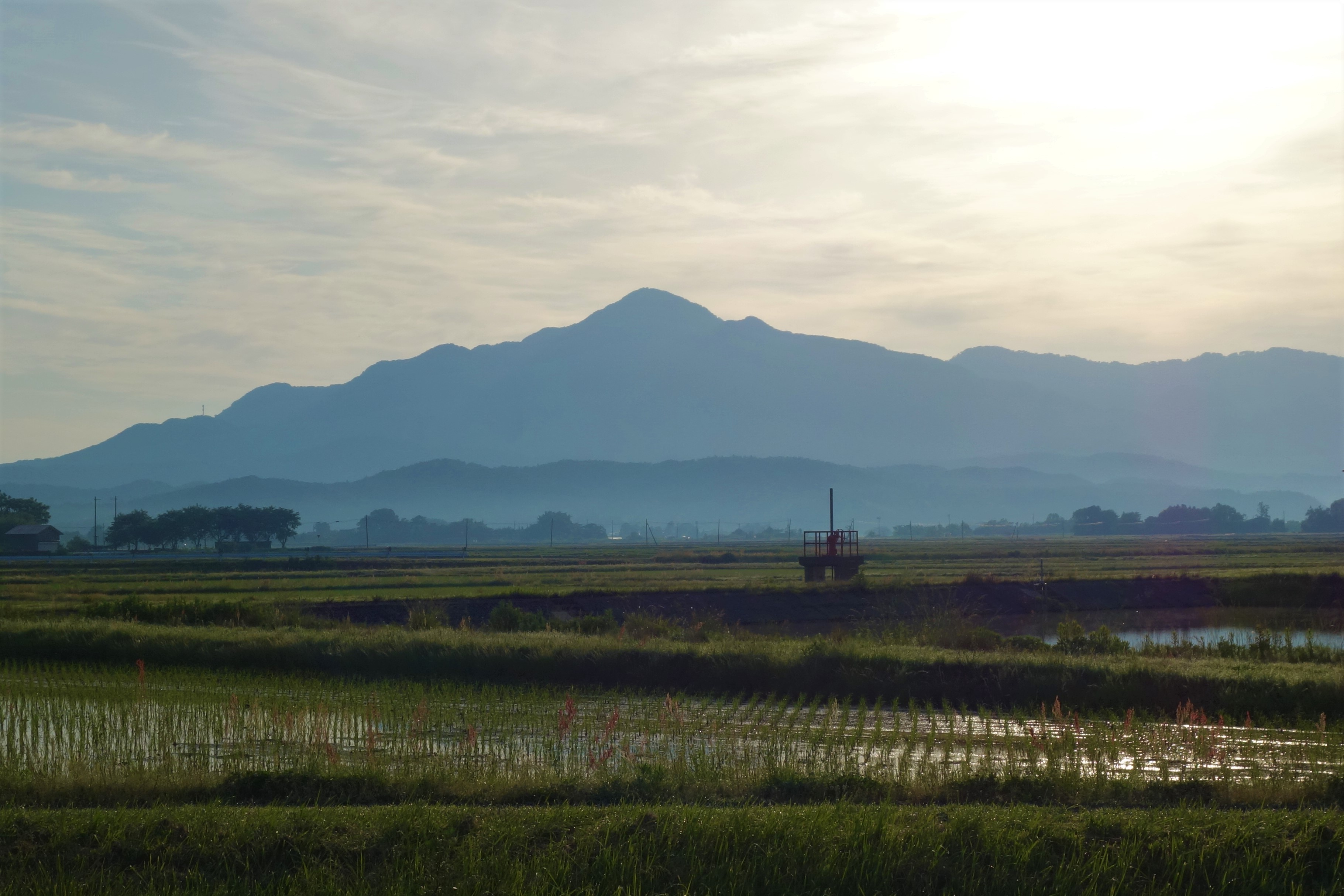
朝焼けの米山